# Esternay
Esternay é uma comuna francesa na região administrativa do Grande Leste, no departamento de Marne. Estende-se por uma área de 31.98 km², e possui 1.832 habitantes, segundo o censo de 2018, com uma densidade de 57 hab/km².